# Gyilkos szezon
Gyilkos szezon (eredeti címe: Killing Season / korábbi címén: Shrapnel) 2013-ban bemutatott amerikai akciófilm, dráma, melyet Evan Daugherty írt és Mark Steven Johnson rendezett. A két főszereplő John Travolta és Robert De Niro. Egy amerikai háborús veteránról és egy szerb katonáról szól a film, akik jóval a háború után személyes harcba kerülnek egymással.

## Cselekménye
Szerbia, Belgrád: egy volt kegyetlen gyilkos szerb Skorpió-katona, Emil Kovač (John Travolta) találkozik informátorával, hogy pénzért megszerezzen egy titkos dossziét az amerikai Benjamin Ford ezredesről (Robert De Niro), aki veterán katona és volt NATO tiszt. 
Ford visszavonult egy csendes kis faházba valahol az Appalache-hegységben, hogy elfelejtse a háborút. Most remeteként él, mintegy véletlenül találkozik Kovač-csal, aki európai turistának adja ki magát. Mialatt vadászni mennek, a két férfi barátságot köt, míg Kovač fel nem fedi valódi kilétét. Bosszút akar állni, véres macska-egér játék veszi kezdetét. Ford súlyosan megsérül, de nem adja fel az élet-halál harcot. Miután megértik egymás helyzetét, békés megállapodást kötnek. 
Kovač visszatér Szerbiába, mialatt Ford meglátogatja fiát, hogy pótolja unokája elmaradt keresztelőjét.

## Szereplők
| Szereplő      | Színész          | Magyar hang       |
| ------------- | ---------------- | ----------------- |
| Benjamin Ford | Robert De Niro   | Reviczky Gábor    |
| Emil Kovač    | John Travolta    | Haás Vander Péter |
| Chris Ford    | Milo Ventimiglia | Horváth Gergely   |
| Sarah Ford    | Elizabeth Olin   | Csifó Dorina      |
| Elena         | Diana Lyubenova  | Eredeti nyelven   |
| Szerb         | Kalin Sarmenov   | Eredeti nyelven   |
| Bárban a vevő | Stefan Shterev   | Eredeti nyelven   |

## Média megjelenés
A Gyilkos szezon az Amerikai Egyesült Államokban 2013. július. 12-én jelent meg DVD-n. Magyarországon 2013. november. 25-én adták ki.

## Fordítás
Ez a szócikk részben vagy egészben  a   Killing_Season_(film) című angol Wikipédia-szócikk fordításán alapul.  Az eredeti cikk szerkesztőit annak laptörténete sorolja fel. Ez a jelzés csupán a megfogalmazás eredetét és a szerzői jogokat jelzi, nem szolgál a cikkben szereplő információk forrásmegjelöléseként.